# Riu Panj
El riu Panj, també anomenat Pyandzh o Piandj (en tayik: Панҷ), és un llarg curs d'aigua de l'Àsia Central que, juntament amb el riu Vakhsh és una de les dues branques que donen origen al riu Amu Daria. El riu forma una part important de la frontera entre Afganistan i Tadjikistan. Té una longitud d'1.125 km de llarg i drena una gran conca de 114.000 km², més gran que països com Hondures, Bulgària o Cuba. El riu, nominalment, neix de la confluència del riu Pamir (la seva font més llunyana, que neix al seu torn en el llac Zorkul) i del riu Wakhan, a l'antiga regió de Badakhshan entre l'Hindu Kush i les muntanyes de Pamir, fluint cap a l'oest a través de la frontera d'ambdós països. Abans de travessar la ciutat de Khorugh, rep aigua un dels seus principals tributaris, el riu Bartang. Després s'uneix al riu Vakhsh per formar el riu Amu Daria. El clima de la vall del riu Panj és àrid, amb una mitjana de menys de 200 mm a l'any.
Aquest riu va tenir un paper estratègic molt important durant la Guerra de l'Afganistan (1978-1992).

## Afluents

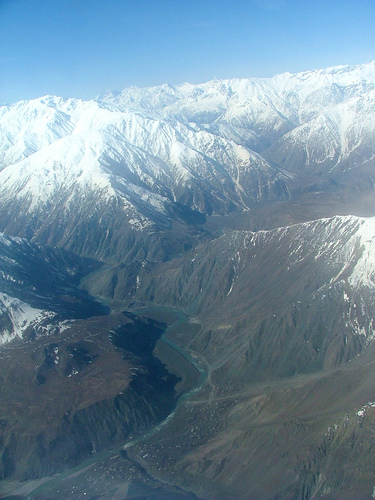
Panj prop de Kevron a la frontera de Tajikistan i Afganistan

El Panj rep nombrosos i abundants afluents, tant per la riba dreta com per l'esquerra. Els principals conflueixen, no obstant això, pel marge dret i són tots de Tadjikistan.
- el riu Gunt
- el riu Bartang anomenat Murghab en el seu curs mitjà, amb una longitud de 528 km;
- el riu Yazgoulem, amb una longitud de 80 km;
- el riu Vanch, amb una longitud de 103 km;
- el riu Kyzylsu
- el riu Vakhsh, amb una longitud de 786 km;

A la ribera esquerra (afganesa), l'afluent més important del riu Panj és el riu Kokcha, amb una longitud d'uns 320 km.